# KY語
KY語（ケーワイご）またはKY式日本語は、日本語の文章を略して各単語の頭文字のローマ字・数字を組み合わせた略語群。
欧米においては頭文字略語は「頭字語」として一般的に見られ、複合語のみならず文や節を頭字語に略すこともある。例えば、英語の"ASAP"（"as soon as possible" =「できるだけ早く」の略）やフランス語の"R.S.V.P."（"Répondez s'il vous plaît" =「お返事願います」の略）のように、日常的に行われている。

## 概要

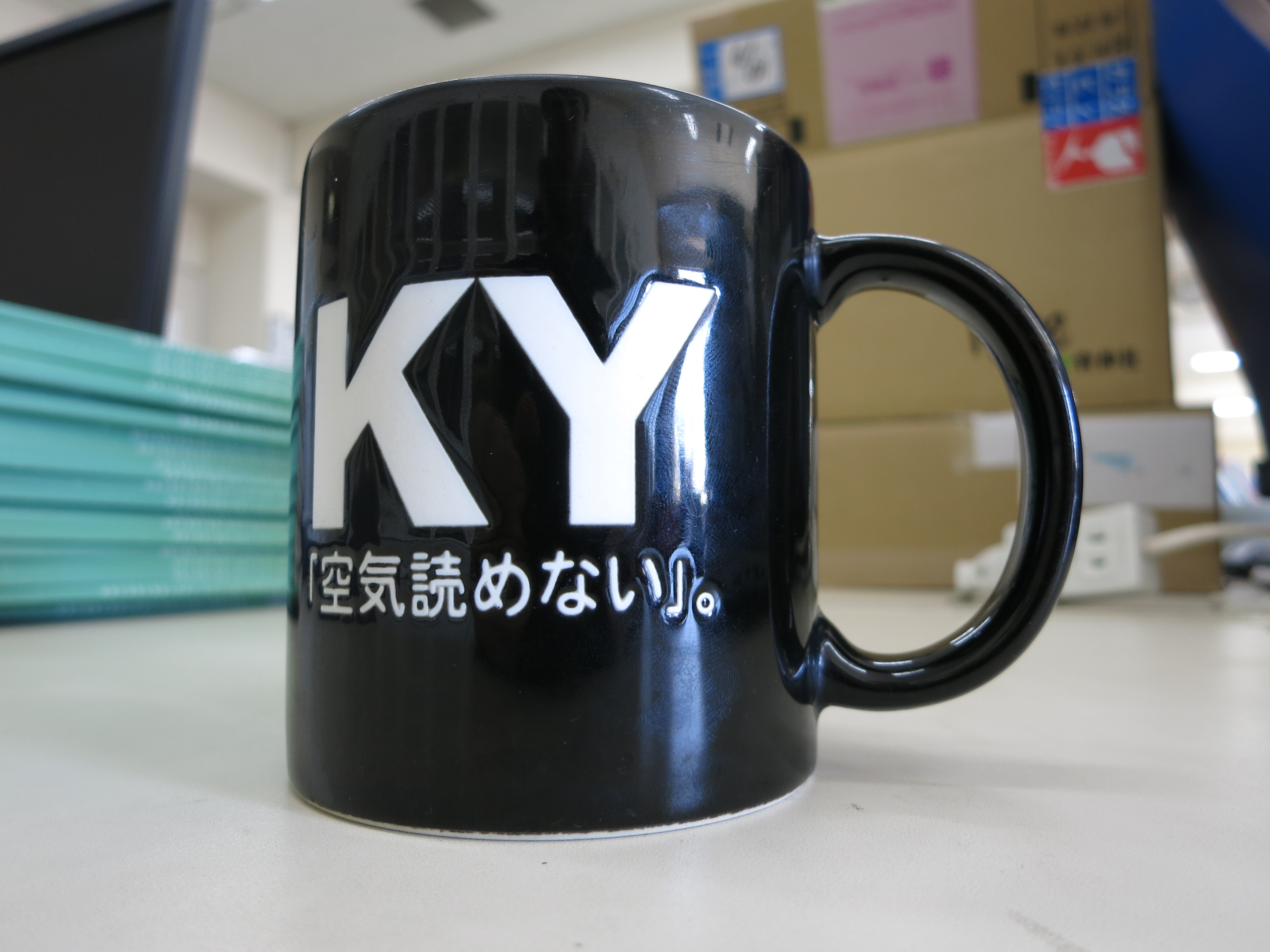

「KY」（空気が読めない）は、2007年（平成19年）ユーキャンの新語・流行語大賞にエントリーされるなど注目を浴びた。「KY」の意味は「空気を読め」または「空気が読めない」の頭文字であり、状況にふさわしい言動を欠く人への警告である。元々はインターネットの電子掲示板（2ちゃんねる）上で使用されていたが、メールでも使用され始めことから会話にも使われるようになった。 
日本において、文や節の各単語の先頭のローマ字を組み合わせて略語にすることはコギャルと呼ばれていた10から20代女性で広まり、現在は若者を中心にメールなどのネットワークを媒体として日常的に生み出されている。この現象は「KY語」として1990年代の中頃に注目されたとされる。しかし日本語の文や節の各単語の先頭のローマ字を組み合わせて略語にすること自体は、最近になって始められたわけではなく、少なくとも昭和期から行われていた。週刊朝日で連載されていたコラム「デキゴトロジー」では「MMKおばさん」という特集が組まれたことがある。例えば「もててもてて困る」を略した「MMK」は、大日本帝国海軍で使用されていた俗語とされる。

## 書籍における紹介
「KY」の流行自体は一時収束した後、2007年（平成19年）末に「KY」がマスメディアに取り上げられ、再び注目されるようになった。その後、2008年に「KY」に代表される頭文字略語をまとめた書籍が2冊発行された。その2冊の書籍において「KY語」または「KY式日本語」として、それらの頭文字略語の定義が後付けながら行われている。
- KY語辞典
  1. 「KY語」はローマ字略語の1カテゴリである
  2. 英語の略語(欧米から欧文略語の体裁で入ってきたもの)は「アルファベット略語」として区別する
- KY式日本語
  1. (1)文節(句)、(2)語、(3)語を構成する部分、などの最初に来るローマ字で表した略語のことである
  2. 英語の単語の頭文字から出来ている略語は(中略)区別する
  3. 英語を使っていても造語であれば広義のKY語としてもよい

後付けである（定義が流行った後に行われている）ため、必ずしもKY語ないしKY式日本語という単語は一般的に認知されているとは言い切れないが、マスメディアではKYをはじめとする頭文字略語群を指す言葉としてそれらが使われることがある。KYなどの言葉群が流行っていた2007年（平成19年）当時は、KY語ないしKY式日本語という単語・概念は存在せず、あくまでそれぞれの書籍内での定義に過ぎない。
それらの著書では、2007年に流行した略語だけでなく、それ以前から存在した略語も「KY語」「KY式日本語」に含めている。例えば、1990年代にコギャルの間で流行した言葉「MK5」（マジキレる5秒前）のような「ギャル語」なども含めている（ただし「チョベリバ」のような単語は含めない）。
それぞれの著書では、定義は似ているがカバーする単語のカテゴリの範囲が異なるため、多少の語例を述べる。語例に差があるのは、KY語辞典ではとにかく頭文字略語を網羅しようとしたのがきっかけであるのと、KY式日本語は「第２回『もっと明鏡』大賞 みんなで作ろう国語辞典！」に寄せられたものに前述のような頭文字略語が多く見られたことから始まるのと、スタンスに違いがあるからである。
- KY語辞典（ネットスラングも網羅しているのが特徴）
  - JK - 女子高生、常識的に考えて、冗談は顔だけにしろ
  - QBK - 急にボールが来たので（柳沢敦の項目を参照）
  - kwsk - 詳しく
  - nnkr - 何、これ？
  - mjk - マジか？
  - GNP - 頑張れ日産パルサー（都市伝説一覧#就職活動も参照）
- KY式日本語（文章をローマ字化し頭文字を取った語も網羅しているのが特徴）
  - AM - 後でまたね
  - FK - ファンデーション濃いね
  - HK - 話変わるけど
  - JO - 時代遅れ

これらの単語が生まれた背景について、両書では「仲間同士でのみ通じる単語を使うことによって仲間意識を高める」目的があったからと述べている（隠語・ジャーゴン）。欧米での略語は単に文字数の省略化を目的とするのに対し、日本語ではそもそも略す必要はないが「暗号通信のような鍵を共有することによって、両者の仲間意識を高めようとしているのではないか」と著書内では指摘している。例えば上記で例示した「JK」のように、TPOや使われるコミュニティによって全く異なる意味を複数持つのも特徴でもある。従って、あくまでこういった単語が使われているという紹介程度にとどまっている。
その後、2008年8月に発行された『渋谷語事典 2008』では「KY語」というカテゴリで頭文字略語が紹介されている。つまり『渋谷語事典 2008』の出版時において、渋谷の女子中学生・女子高生の間ではいわゆる「渋谷語」のひとつとして、このような略語が使われていることが紹介されている。同書で紹介されている事例は、「KY式日本語」で紹介されたような文章をローマ字化して頭文字を取った語が多い。なお『渋谷語事典 2008』は『KY語辞典』や『KY式日本語』のスタンスと異なり、紹介された語を積極的に覚えて活用していこうという趣旨の書籍である。